# Exopterigots
Els exopterigots (Exopterygota), hemipteroïdeus (Hemipteroidea) o hemipterodeus (Hemipterodea) són un superordre d'insectes neòpters, probablement parafilètic, que inclou els ordres amb metamorfosi simple o incompleta (hemimetàbols), és a dir, aquells que el seu desenvolupament comporta dos estadis similars entre si, la nimfa i l'imago (adult).
No sembla que es tracti d'un grup monofilètic, ja que l'única característica que tenen en comú és l'esmentada metamorfosis incompleta, un caràcter ancestral (plesiomòrfic) i no comparteixen cap (apomorfia) que en justifiqui la monofília. De fet, els insectes paleòpters (efemeròpters i odonats) també tenen metamorfosi incompleta, però a diferència dels exopterigots no poden plegar les ales sobre l'abdomen quan l'insecte està en repòs.

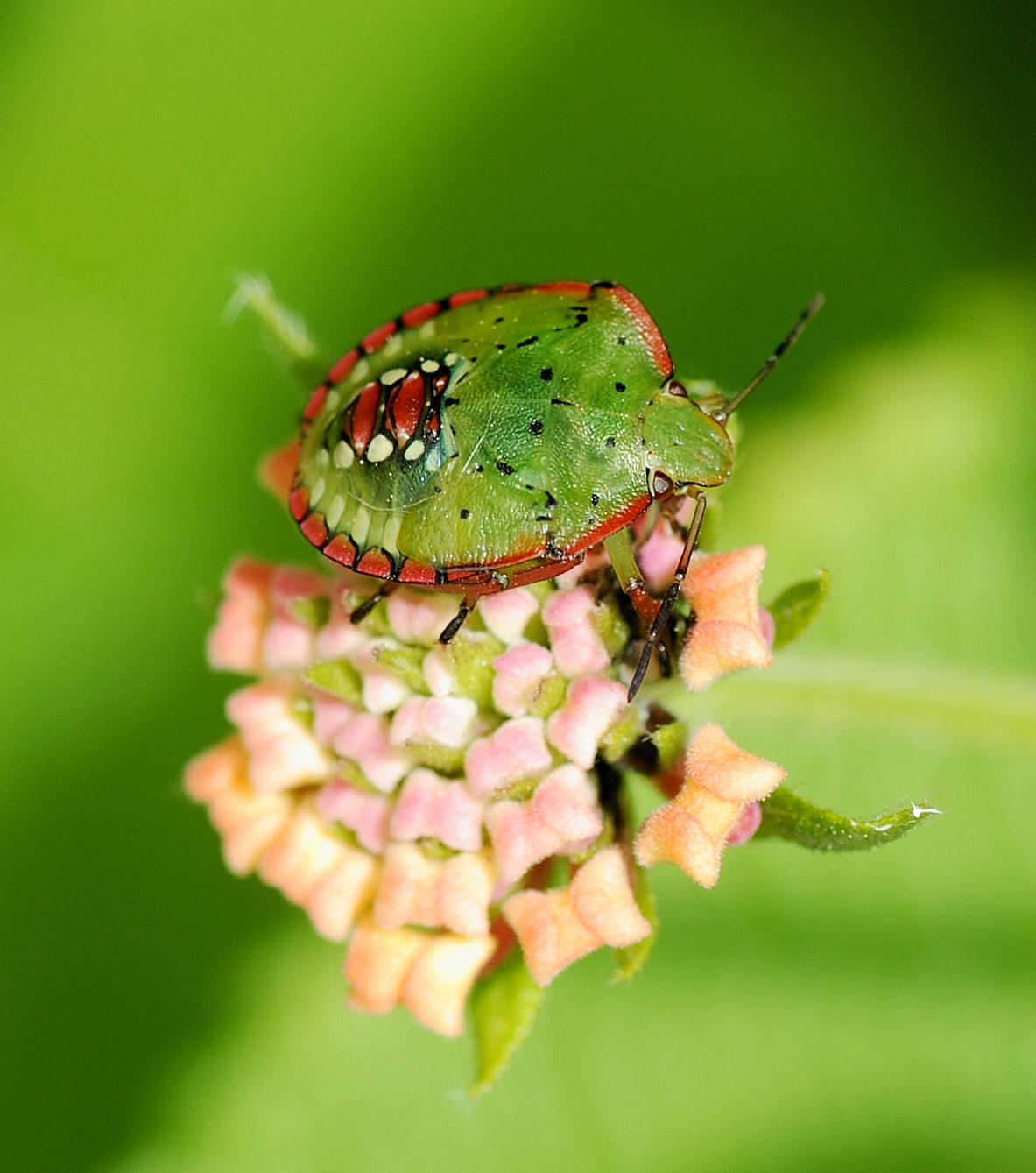
Nimfa d'hemípter sense ales
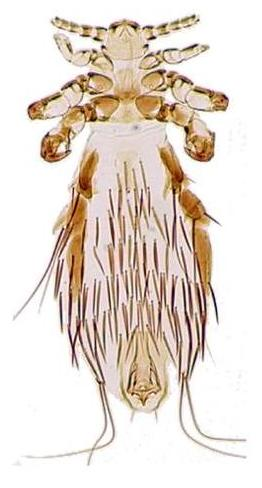
Un ftiràpter (poll)
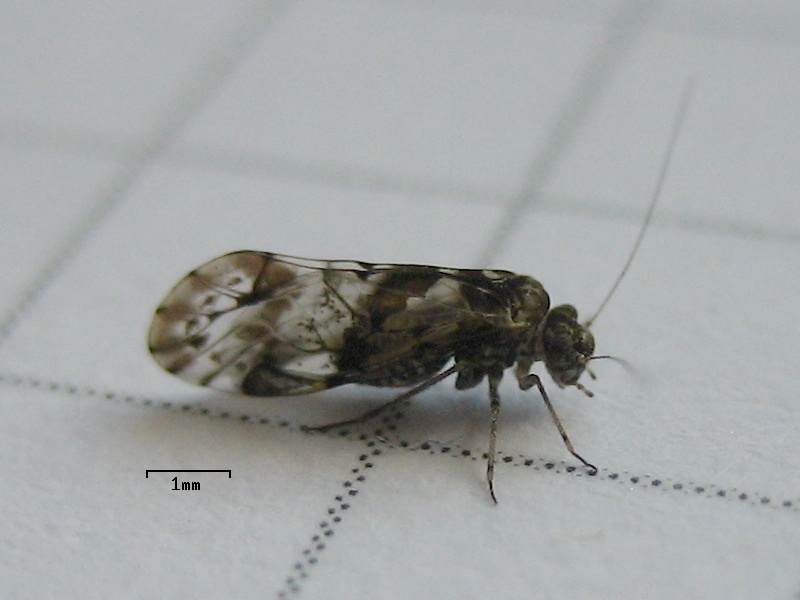
Un psocòpter (Trichadenotecnum sexpunctatum)
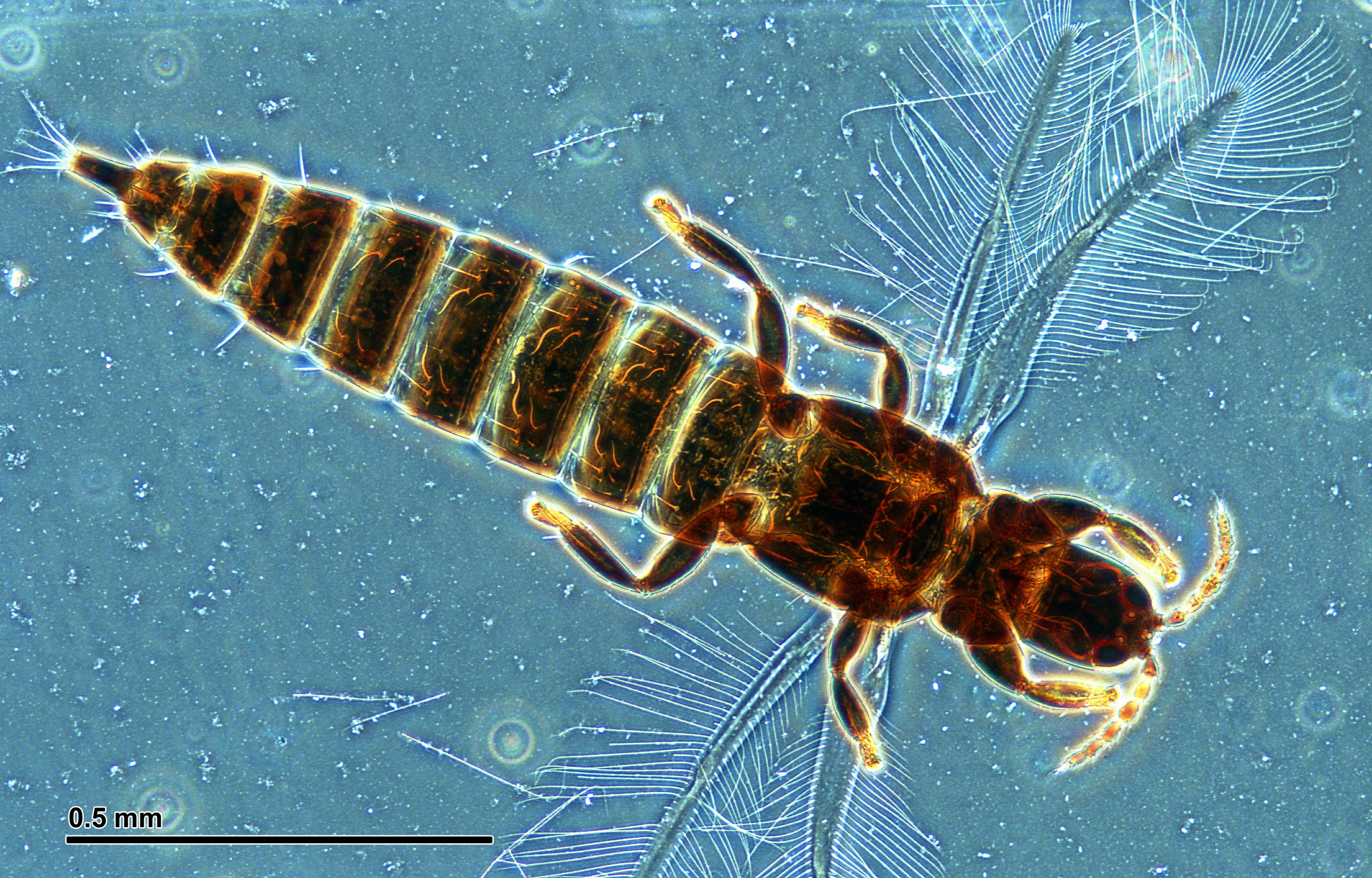
Un tisanòpter (trips)